# プロパガンダ映画

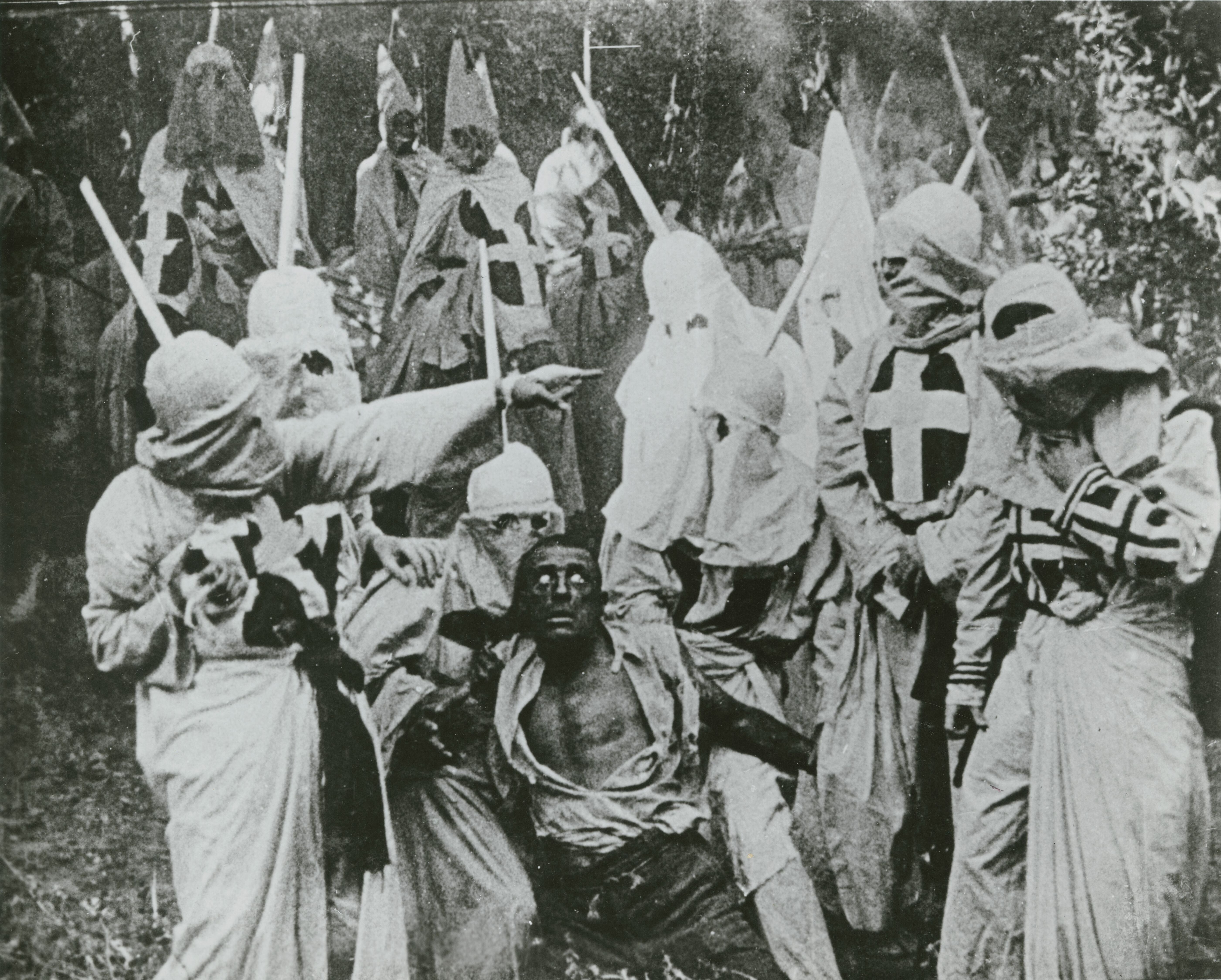
『國民の創生』（監督D・W・グリフィス、1915年）

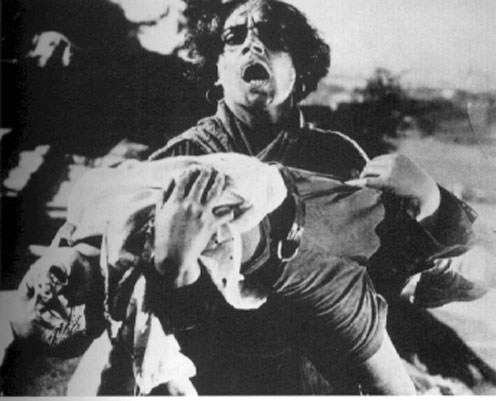
『戦艦ポチョムキン』（監督セルゲイ・エイゼンシュテイン、1925年）

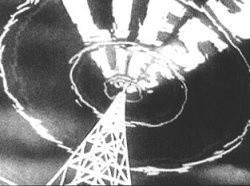
『なぜ我々は戦うのか』（監督フランク・キャプラ、1941年）

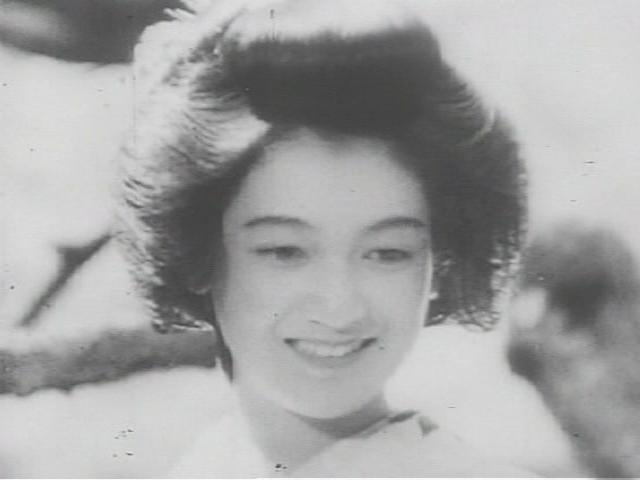
『私の日本』（1945年）

プロパガンダ映画（プロパガンダえいが、英語: propaganda film）は、プロパガンダ（政治的宣伝）を目的とした映画の総称であり、多くの場合、ドキュメンタリー映画に分類される。特に、観客に政治的な思想を植えつけることを目的とする。ノンフィクションであるとは限らず、娯楽作品も多く見受けられる。

## 概要
1920年代、ソビエト連邦において、プロパガンダを目的とした映画が多く製作された。
1940年代の第二次世界大戦期にアメリカでは感動的な戦争映画が数多く製作され、これによって敵愾心（てきがいしん）・愛国心を鼓舞した。実際に、これはアメリカ合衆国とアメリカ連合国の間にあったわだかまりを消し、アメリカをひとつにすることに成功した。
プロパガンダを目的として利用された最初の映画のひとつは、D・W・グリフィス監督の『國民の創生』であると考えられる。とはいっても、これは最初からその目的で製作されたわけではない。
アメリカで第二次世界大戦中に作られた映画『カサブランカ』が典型的なように、戦意高揚を目的としたプロパガンダと娯楽的な要素の厳密な境界は存在しない。

## 関連作品
- 國民の創生（1915年）
- 戦艦ポチョムキン（1925年）
- 十月 (映画)（セルゲイ・エイゼンシュテイン、グリゴリー・アレクサンドロフ監督、1928年) - 十月革命のプロパガンダ映画[2][3]
- サーカス（英語版）（1936年）制作·監督:グリゴリー·アレクサンドロフ、モノクロ94分、ソ連·モスフィルム制作
- なぜ我々は戦うのかシリーズ （1941年 - 1945年）
- 逃走迷路 -Saboteur（1942年）
- カサブランカ（1942年）
- ハワイ・マレー沖海戦（1942年）
- サハラ戦車隊 -Sahara（1943年）
- 陸軍（1944年）
- 私の日本（英語版） -My Japan（1945年）
- サウンド・オブ・ミュージック（1965年）
- 第二次世界大戦を描いた短編映画のリスト（英語版）
- プロパガンダアニメ
  - ポパイ
    - You're a Sap, Mr. Jap（1942年）
    - Scrap the Japs（英語版）（1942年）
    - Spinach Fer Britain（英語版）（1943年）
    - Seein' Red, White 'N' Blue（英語版）（1943年）

  - バッグス・バニー
    - Any Bonds Today?（英語版）(1942年)
    - Bugs Bunny Nips the Nips（英語版）（1944年）

  - ドナルドダック
    - 総統の顔（1943年）
    - 新しい精神（1943年）
- 日本のプロパガンダアニメ
  - オモチャ箱シリーズ第3話 絵本一九三六年(1934年)
  - 桃太郎の海鷲（1943年）
  - 桃太郎 海の神兵（1945年）